# Xã Ridgeland, Quận Iroquois, Illinois
Xã Ridgeland (tiếng Anh: Ridgeland Township) là một xã thuộc quận Iroquois, tiểu bang Illinois, Hoa Kỳ. Năm 2010, dân số của xã này là 369 người.